# Cullowhee (Karolina Północna)
Cullowhee – jednostka osadnicza w Stanach Zjednoczonych, w stanie Karolina Północna, w hrabstwie Jackson.